# Costermano sul Garda
Costermano sul Garda est une commune italienne d'environ 3 000 habitants, située dans la province de Vérone, en Vénétie, dans le nord-est de l'Italie.

## Géographie
Costermano sul Garda se situe à 30 km nord-ouest de Vérone; il est au milieu des routes qui mènent au  lac de Garde et au Monte Baldo. Costermano est réparti sur sept collines: Castello, Montegolo, Are di Sopra, Le Guardie, Boffenigo, Murlongo e Baesse.

## Administration
| Période                                  | Période | Identité | Étiquette | Qualité |
| ---------------------------------------- | ------- | -------- | --------- | ------- |
|                                          |         |          |           |         |
| Les données manquantes sont à compléter. |         |          |           |         |

### Hameaux
Albarè, Castion, Marciaga, Pizzon, San Verolo

### Communes limitrophes
Affi, Bardolino, Caprino Veronese, Garda (Italie), Rivoli Veronese, San Zeno di Montagna, Torri del Benaco

## Personnalités nées à Costermano
- Adolfo Consolini (1917-1969), athlète, champion olympique du lancer du disque aux Jeux olympiques de 1948 à Londres